# Alex Grey
Alex Grey (Columbus, Ohio, 29 de novembro de 1953), é um artista americano especialista em arte espiritual e psicodélica ou arte visionária que é por vezes associados com o movimento da Nova Era. Grey é praticante da Vajrayana. Seus trabalhos de arte se estendem a uma variedade de formas, inclucindo performance, Process Art, arte de instalações, esculturas, Visionary Art e pintura.